# Charles Coran
Pour les articles homonymes, voir Coran (homonymie).
Charles Coran, né à Paris en 1814 et mort à Boulogne-sur-Seine le 23 août 1901,, est un poète français.
Petit-fils d'un marin de Quimper, venu sous Louis XVI à Paris où il tint un hôtel garni, Charles Coran écrivait des poèmes à ses loisirs. Il fut un ami d'Auguste Brizeux, breton comme lui. Sainte-Beuve, en 1863, fit l'éloge de son second recueil, Rimes galantes, paru en 1847, mais constatait que Coran n'avait plus rien publié depuis. Coran participa ensuite aux deux premières livraisons du Parnasse contemporain (1866-1871), et fit paraître entre-temps un dernier recueil. Olivier de Gourcuff publia en 1900 une courte biographie du poète.

## Œuvres
- Onyx, 1840
- Rimes galantes, 1847 Texte en ligne
- Dernières élégances, 1869 Texte en ligne
- Poésies, 3 vol., 1884 Texte en ligne 1 2